# Карачуни (станція)
Карачуни — проміжна станція V класу Криворізької дирекції Придніпровської залізниці, розміщена на лінії Рядова — Мусіївка між станціями Грекувата (20 км) та Мусіївка (12 км).
Розташована на в селі Вільному Лозуватської територіальної громади Криворізького району Дніпропетровської області (північно-західне передмістя Кривого Рогу).
Відкрита в 1966 році. До 2023 року носила назву Красний Шахтар. Сучасна назва від мікрорайону Кривого Рогу Карачуни, розташованого неподалік. Обладнана сучасною системою безпеки руху, має всі необхідні споруди.
До 2014 року по станції не здійснювалися пасажирські перевезення. Станом на кінець 2015 р. на станції зупиняються приміські електропоїзди. Станція є кінцевою для дизель-потягів у напрямку П'ятихаток.